# アハマド・マダニ
アハマド・マダニ（Ahmed Jamil Madani、1970年1月6日 - ）は、サウジアラビアの元サッカー選手。元サウジアラビア代表。ポジションはディフェンダー。

## 来歴
1986年にサウジアラビア代表デビュー。AFCアジアカップ1988では全6試合に出場、優勝した。1994 FIFAワールドカップ・アジア予選では全11試合に出場、初のワールドカップ出場権を獲得した。1994 FIFAワールドカップでは全4試合に出場、ベスト16となった。その後、AFCアジアカップ1996で優勝、出場機会は無かったが1998 FIFAワールドカップのメンバーにも選ばれた。サウジアラビア代表で通算119試合に出場、6得点をあげた。

## 代表歴

### 出場大会
- サウジアラビア代表
  - 1994 FIFAワールドカップ
  - 1998 FIFAワールドカップ

### 試合数
- 国際Aマッチ 119試合 6得点（1986年-1998年）[1]

| サウジアラビア代表 | 国際Aマッチ | 国際Aマッチ |
| 年                 | 出場        | 得点        |
| ------------------ | ----------- | ----------- |
| 1986               | 5           | 0           |
| 1987               | 1           | 1           |
| 1988               | 24          | 0           |
| 1989               | 8           | 1           |
| 1990               | 3           | 0           |
| 1991               | 0           | 0           |
| 1992               | 5           | 0           |
| 1993               | 16          | 2           |
| 1994               | 21          | 1           |
| 1995               | 7           | 0           |
| 1996               | 18          | 1           |
| 1997               | 9           | 0           |
| 1998               | 2           | 0           |
| 通算               | 119         | 6           |